# Cantone di Sissonne
Il Cantone di Sissonne era una divisione amministrativa dell'arrondissement di Laon.
A seguito della riforma approvata con decreto del 21 febbraio 2014, che ha avuto attuazione dopo le elezioni dipartimentali del 2015, è stato soppresso.

## Composizione
Comprendeva 20 comuni:
- Boncourt
- Bucy-lès-Pierrepont
- Chivres-en-Laonnois
- Coucy-lès-Eppes
- Courtrizy-et-Fussigny
- Ébouleau
- Gizy
- Goudelancourt-lès-Pierrepont
- Lappion
- Liesse-Notre-Dame
- Mâchecourt
- Marchais
- Mauregny-en-Haye
- Missy-lès-Pierrepont
- Montaigu
- Nizy-le-Comte
- Sissonne
- Saint-Erme-Outre-et-Ramecourt
- Sainte-Preuve
- La Selve